# Ibn Abd-adh-Dhàhir
Muhyi-d-Din Abu-l-Fadl Abd-Al·lah ibn Raixid-ad-Din Abi-Muhàmmad Abd-adh-Dhàhir ibn Naixwan ibn Abd-adh-Dhàhir ibn Najda as-Sadí ar-Rawhí (àrab: محيي الدين أبو الفضل عبد الله بن رشيد الدين عبد الظاهر السعدي المصري, Muḥyī d-Dīn Abū l-Faḍl ʿAbd Allāh b. Raxīd ad-Dīn ʿAbd aẓ-Ẓāhir as-Saʿdī al-Miṣrī), més conegut simplement com a Ibn Abd-adh-Dhàhir (el Caire, 1223-1292), fou un important historiador egipci.
Va ser secretari privat dels sultans Bàybars I, Qalàwun i Khalil i va prendre part de primera mà en diversos esdeveniments importants de la vida política de l'època, sobre els quals en va haver de redactar documents.
A part de documents oficials va escriure:
- Kitab ar-Rawda al-bahiyya adh-Dhàhira fi-khitat al-Muïzziyya al-Qàhira, utilitzat com a referència per al-Maqrizí i per Ibn Taghribirdí.
- Sírat as-Sultan al-Màlik adh-Dhàhir Bàybars, biografia de Bàybars I.
- Taixrif al-ayyam wa-l-ussur fi-sírat al-Màlik al-Mansur, Biografia de Qalàwun.
- Una biografia d'al-Àixraf Khalil, conservada només en part.

El seu fill, Fat·h-ad-Din ibn Abd-Al·lah ibn Abd-adh-Dhàhir, nascut al Caire en 1240, va exercir càrrecs menors i va morir el 1292.